# Tríptico de Adriaan Reins
El Tríptico de Adriaan Reins es un tríptico de Hans Memling, que pintó en 1480 para el hermano Adriaan Reins del Antiguo hospital de San Juan de Brujas. La obra todavía se encuentra en la colección del Museo Memling.

## Descripción
Memling pintó dos trípticos para dos hermanos del Hospital de San Juan. En 1479 realizó un tríptico con la Adoración de los Magos para Jan Floreins, seguido un año más tarde por este tríptico más pequeño para Adriaan Reins. Las iniciales A. R. y el año se pueden leer en la parte inferior del marco del panel central. En el panel izquierdo aparece representado el donante arrodillado orante junto a su patrón, san Adrián. Este oficial romano lleva armadura y sostiene en sus manos el yunque y el martillo con los que fue torturado. El león acostado tras sus pies simboliza su valentía. A Adrián se le invocaba, entre otras cosas, contra la muerte súbita y la peste. Santa Bárbara en el panel derecho con su atributo la torre, que porta en la diestra en forma de maqueta, también era una santa apropiada para un retablo en la capilla de un hospital, por ser una de las santas auxiliadoras.
El panel central representa la Lamentación sobre Cristo muerto. Memling optó por una composición íntima en un encuadre cercano en la que sólo son visibles los personajes más importantes. El cuerpo de Jesús acaba de ser bajado de la cruz, la escalera aun no ha sido guardada y los clavos y unos alicates todavía están en el suelo. María se arrodilla y reza ante el cuerpo de su hijo, mientras Juan retira cuidadosamente la corona de espinas de su cabeza. María Magdalena mira con las manos retorcidas. Al fondo, Nicodemo y José de Arimatea abren el sepulcro. La ciudad de la izquierda es Jerusalén. En el alto horizonte, bajo un cielo vespertino amenazante, se reconoce la silueta de una segunda ciudad. Al permitir que el paisaje continuara a través de ellos, Memling aseguró que los tres paneles formaran una unidad.

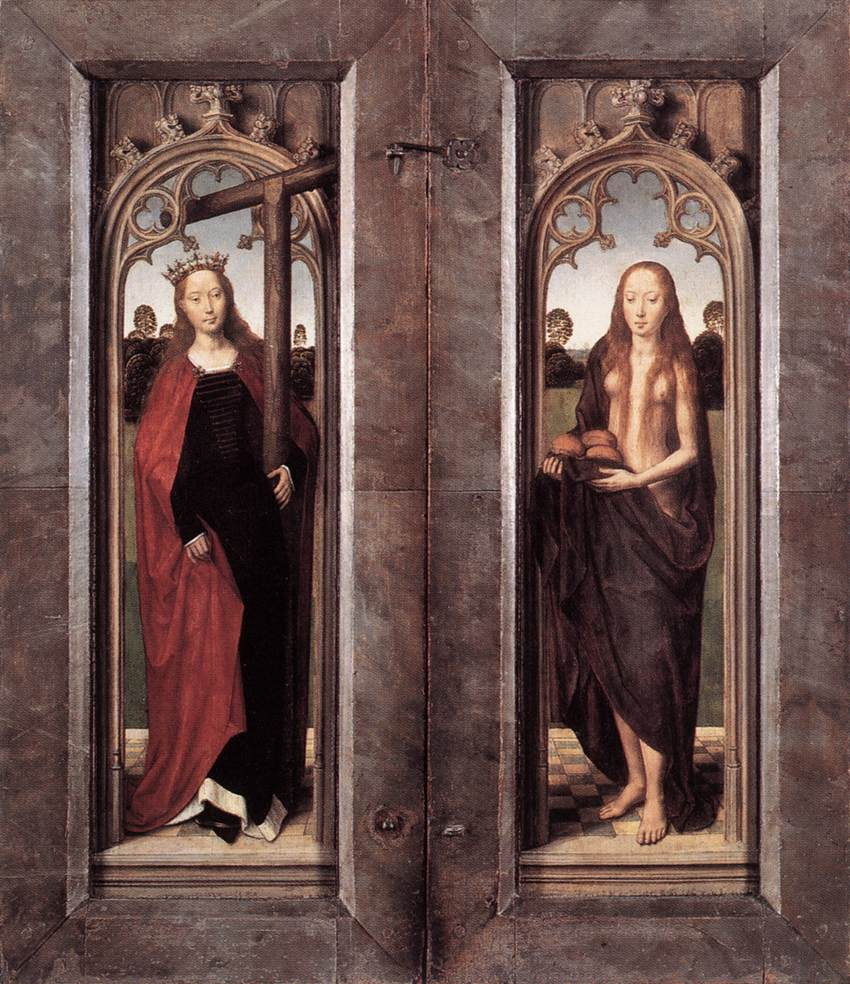
El panel cerrado; Santa Wilgefortis y Santa María Egipciaca.

La influencia de Rogier van der Weyden, con quien Memling estudió durante algún tiempo, es inconfundible. En primer lugar en la tristeza casi patética de los personajes principales que lloran espesas lágrimas, pero también en la actitud de Cristo y María. La Lamentación sobre Cristo muerto de Van der Weyden, conservada en el Mauritshuis de La Haya, puede considerarse predecesora de la del tríptico de Adriaan Reins.
Cuando se cierra el tríptico, en el marco pintado simulando ser de mármol gris veteado los paneles laterales por el exterior muestran dos santas de pie bajo arcos góticos. A la izquierda, Wilgefortis, también conocida como Ontkommer, una santa ficticia a quien, según la leyenda, le fue otorgada una barba milagrosa para escapar de un matrimonio forzado con un rey pagano. Su padre furioso la mandó crucificar. Memling la pintó con una barba muy sutil, una corona y una cruz cuya parte superior encaja perfectamente en el arco. La mujer desnuda envuelta en una capa con tres panes a la derecha es María de Egipto, que, en penitencia por su vida pecadora, se retiró al desierto con sólo tres panes y vivió allí durante cuarenta años. Memling probablemente eligió estas santas porque también eran invocadas en casos de enfermedades graves.

## Obras relacionadas

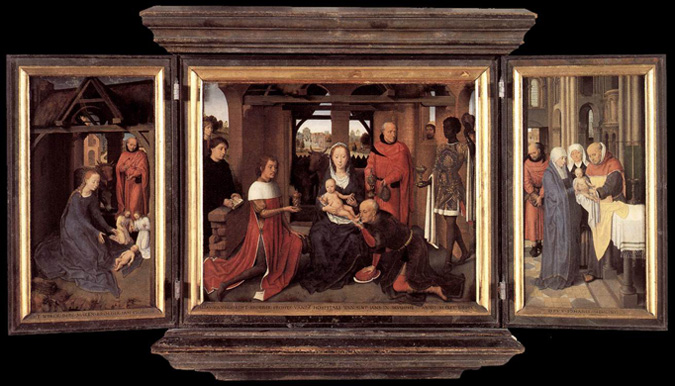
Tríptico de Jan Floreins (1479).
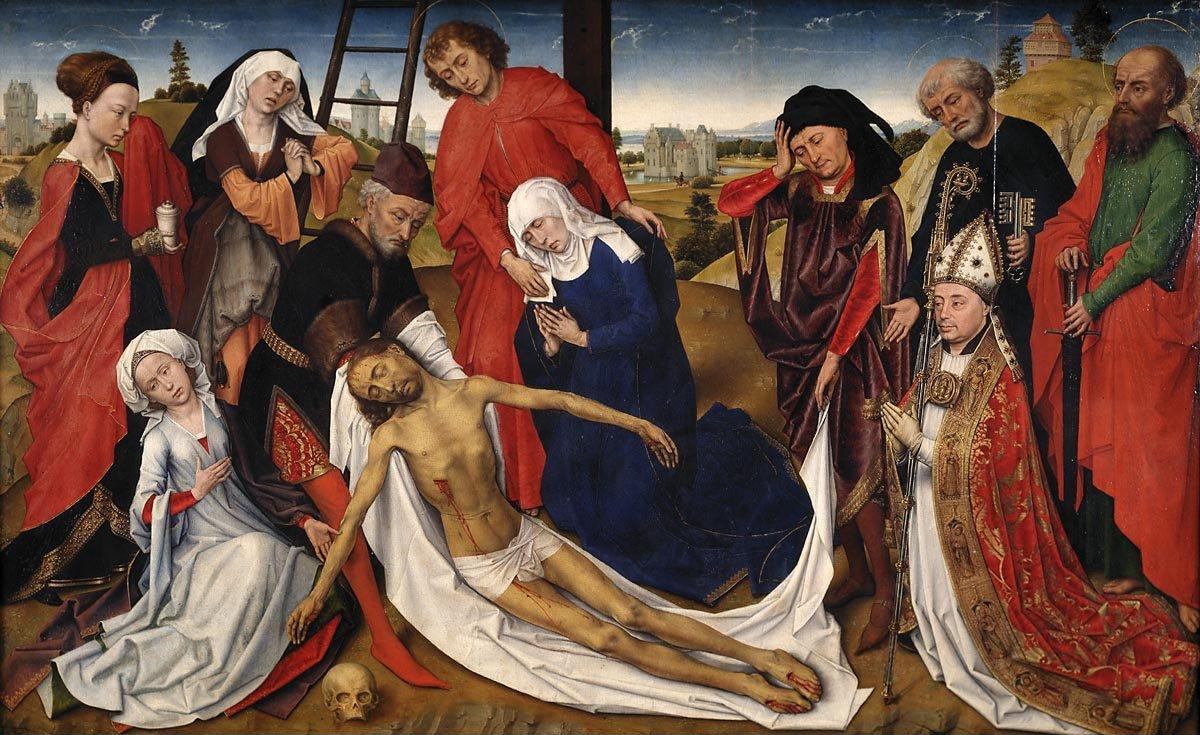
La Lamentación de Cristo; Rogier van der Weyden.